# 沖中進
沖中 進（おきなか すすむ、1955年12月17日 - ）は、日本のテレビディレクター、テレビプロデューサー。朝日放送グループホールディングス取締役会長。

## 人物・経歴
大阪市出身。大阪教育大学附属池田高等学校を経て、1978年一橋大学経済学部を卒業後、ABC朝日放送に入社。テレビ製作時代はバラエティ番組のディレクターや、アニメ番組のプロデュースなどで活躍した。
2000年朝日放送経理局財務部長。2005年経理局長。2011年取締役経営戦略室長委嘱。2014年常務取締役。
ビジネス戦略や海外ビジネス等を統括し、2015年ベンチャーキャピタルのABCドリームベンチャーズ初代代表取締役社長兼務。2016年にはアニメーション事業、海外事業、ライセンス事業を事業分割して朝日新聞東京本社内に設立されたABCアニメーション初代代表取締役社長、ABCインターナショナル初代代表取締役社長、ABCライツビジネス初代代表取締役社長及び3社の中間持株会社であるABCフロンティアホールディングス初代取締役会長兼務。2017年シンガポール・ABCホライゾン社初代マネージングディレクター兼務。
2018年朝日放送グループホールディングス代表取締役社長（全般統括、経営戦略、ビジネス開発、内部監査担当）兼ABCフロンティアホールディングス取締役会長、朝日放送テレビ取締役、テレビ朝日ホールディングス取締役、テレビ朝日取締役。2022年大阪日伊協会会長。2024年10月朝日放送グループホールディングス取締役会長。2025年6月の株主総会をもって取締役を退任予定。

## 主な担当作品
- 霊感ヤマカン第六感（ディレクター）
- ABOBAゲーム（ディレクター）
- クイズ仕事人（ディレクター→全国ネット化以降プロデューサー）
- 素敵にドキュメント（プロデューサー）
- 映画 Go!プリンセスプリキュア Go!Go!!豪華3本立て!!!（製作）
- 海難1890（製作）
- おかあさんの木（製作）
- バースデーカード（製作）
- スキャナー 記憶のカケラをよむ男（製作）
- 相棒 -劇場版IV- 首都クライシス 人質は50万人! 特命係 最後の決断（製作）
- ラストレシピ〜麒麟の舌の記憶〜（製作）
- Free!-Eternal Summer-（製作）
- アルドノア・ゼロ（企画）
- プラスティック・メモリーズ（企画）
- GANGSTA.（企画）
- 学戦都市アスタリスク（製作）
- 無彩限のファントム・ワールド（製作）
- 灰と幻想のグリムガル（製作）
- キズナイーバー（企画）